# NGC 1470
NGC 1470 je galaksija u zviježđu Eridan.

## Vanjske poveznice
- SEDS: NGC 1470